# 太田敏郎
太田敏郎（日语：／ Ota Toshirou */?，1927年5月20日—2020年1月15日），日本企业家。能率公司创始人。

## 生平
1945年毕业于海軍兵學校。1951年设立能率浴室工业。1980年代扩展到厨房等住宅设备领域。1993年作为燃气热水器制造商进入中国大陆。1988年在东京证券交易所上市。2020年1月15日因肺炎去世。